# Oxydesmus unicolor
Oxydesmus unicolor är en mångfotingart som beskrevs av Carl Graf Attems 1900. Oxydesmus unicolor ingår i släktet Oxydesmus och familjen Oxydesmidae. Inga underarter finns listade i Catalogue of Life.